# قدیروو (شهرستان ایلیشفسکی، باشقیرستان)
قدیروو (انگلیسی: Kadyrovo, Ilishevsky District, Republic of Bashkortostan) یک شهرک در شهرستان ایلیشفسکی استان باشقیرستان کشور روسیه است.